# Dynazty
Dynazty ist eine schwedische Power-Metal-Band aus Stockholm.

## Bandgeschichte
Dynazty wurde 2007 um Rob Love Magnusson (Gitarre, Keyboard) und John Berg (Gitarre) gegründet. Kurz darauf stießen Georg Härnsten Egg und Joel Fox Apelgren zur Band. Mit Nils Molin fanden sie 2008 über MySpace einen festen Sänger. Das erste Album Bring the Thunder erschien als Eigenproduktion.
2011 erschien das zweite Album Knock You Down über das schwedische Label Stormvox, mit dem sie Platz 21 der schwedischen Charts erreichten. 2011 nahm die Band am Melodifestivalen, dem schwedischen Vorentscheid zum Eurovision Song Contest teil. Dafür coverte sie den Song This Is My Life von Anna Bergendahl, mit dem sie Schweden beim 55. Eurovision Song Contest vertrat. Diesen durfte die Band live in der Show aufführen.
2012 nahm sie erneut am Melodifestivalen mit dem Lied Land of Broken Dreams teil. Sie schied jedoch im vierten Halbfinale aus und konnten auch nicht in der Andra Chansen (Zweiten Chance) überzeugen. Dafür erreichte die Single Platz 57 der schwedischen Singlecharts.
Das dritte Album Sultans of Sin wurde von Peter Tägtgren produziert und erschien über SoFo Records. Es erreichte Platz 8 der schwedischen Charts.
Am 28. März 2014 erschien das Album Renatus. Wie sein Vorgänger wurde es in den Abyss Studios produziert, die Aufnahmen leitete Jonas Kjellgren, die Band produzierte das Album jedoch diesmal selbst. Das Album wurde über Spinefarm Records veröffentlicht. 2016 folgte das Album Titanic Mass, erneut über Spinefarm Records.
Die Band trat live im Vorprogramm von unter anderem Sabaton, Pain, Eclipse und Battle Beast auf. 2015 sollte sie bei ProgPower USA in Atlanta auftreten, konnte jedoch wegen Visa-Problemen nicht in die Vereinigten Staaten einreisen. 2017 wurde Nils Molin Sänger bei der multinationalen Band Amaranthe und tourte mit ihnen durch Europa. Eigentlich nur als Ersatz für Jake E. Lindberg ist er nun fester Bestandteil der Band.
Die Band unterschrieb beim deutschen Label AFM Records, wo am 28. September 2018 das Album Firesign erschien. Am 3. April 2020 folgte das Album The Dark Delight, das mit Platz 33 der deutschen Albumcharts die erste Chartplatzierung außerhalb Schwedens markierte. Es war das erste Album, auf dem ein Gastmusiker zu hören war. Henrik Englund Wilhelmsson (Nils’ Bandkollege aus Amaranthe) übernahm die Growl auf „From Sound To Silence“ und „Apex“.
Auf The Dark Delight folgte am 26. August 2022 Final Advent. Dieses erschien erneut über AFM Records.

## Musikstil
Musikalisch wandelte sich die Band von einem eher an den Hard Rock angelehnten Stil, der auf den ersten Alben vorherrschte, zu einem Power-Metal-lastigen Stil auf den neueren Veröffentlichungen. Insbesondere sind die ersten Alben vom Hair-Metal und dem AOR der 1980er durchzogen. Später wurde die Musik schneller und etwas eingängiger mit viel Wert auf einprägsamen Melodien und Keyboard-Sound.

## Diskografie

### Alben
- 22. Juli 2009: Bring the Thunder (Eigenproduktion)
- 20. April 2011: Knock You Down (StormVox  Records)
- 29. Februar 2012: Sultans of Sin (SoFo Records)
- 28. März 2014: Renatus (Spinefarm Records)
- 15. April 2016: Titanic Mass (Spinefarm Records)
- 28. September 2018: Firesign (AFM Records)
- 3. April 2020: The Dark Delight (AFM Records)
- 26. August 2022: Final Advent (AFM Records)
- 14. Februar 2025: Game of Faces (Nuclear Blast)

### Singles
- 2011: This Is My Life
- 2012: Land of Broken Dreams
- 2012: Raise Your Hands
- 2014: Starlight
- 2016: Roar of the Underdog
- 2016: The Human Paradox
- 2018: Breathe with Me
- 2018: The Grey
- 2018: Firesign
- 2020: Presence of Mind
- 2020: Heartless Madness
- 2020: Waterfall
- 2021: Advent
- 2021: Power of Will
- 2022: Yours
- 2022: Natural Born Killer
- 2022: The White
- 2024: Devilry of Ecstasy
- 2024: Game of faces
- 2025: Call of the night
- 2025: Fire to fight

### Musikvideos
- 2012: Sultans of Sin
- 2014: Starlight
- 2014: Cross the Line
- 2016: The Human Paradox
- 2018: The Grey
- 2018: Firesign (lyrics video)
- 2020: Presence of Mind
- 2020: Heartless Madness
- 2020: Waterfall
- 2021: Advent
- 2021: Power of Will
- 2022: Yours
- 2022: Natural Born Killer
- 2022: The White